# Åkers styckebruk
Åkers styckebruk è un'area urbana della Svezia situata nel comune di Strängnäs, contea di Södermanland.
La popolazione risultante dal censimento 2010 era di 2 891 abitanti .